# A Magyar Kultúra Lovagjai 2020
A Magyar Kultúra Lovagja 2020. évi kitüntetettjei

## Az Egyetemes Kultúra Lovagja
708.	 Joszif Bozsuk (Nagybocskó, Ukrajna) polgármester „Nemzetközi kapcsolatok fejlesztéséért”
709.	 Hans-Ulrich Moritz (Berlin, Németország) szinkrontolmács „Nemzetközi kulturális kapcsolatok ápolása érdekében végzett életművéért”
710.	 Anna Šimkuličová (Homonna, Szlovákia) ny. újságíró, képzőművész „Nemzetközi civilkapcsolatok fejlesztéséért”
711.	 Franco Visintin (San Martino del Carso, Olaszország) tűzoltó „Hadisírgondozó tevékenységéért”

## Posztumusz Az Egyetemes Kultúra Lovagja
712.	 báró Sina Simon (Bécs, Ausztria) kereskedő, bankár, „Nemzetfejlesztő példamutató életművéért”

## A Magyar Kultúra Lovagja
713.	 Prof. Dr. Balázs Géza (Budapest)  nyelvész, néprajzkutató, egyetemi tanár „A határon túli magyar közösségek megmaradását elősegítő életművéért”
714.	 Benkő László (Budapest) zenész, zeneszerző „A kortárs zenekultúra fejlesztéséért”
715.	 Borsosné Balázsi Judit (Budapest) előadóművész „A kortárs irodalom népszerűsítéséért”
716.	 Ember István (Mohora) MÁV alkalmazott „A kortárs irodalom és az életminőség fejlesztéséért”
717.	 Dr. Farkas Veronika (Révkomárom, Szlovákia) művészettörténész „A határon túli magyar kultúra ápolásáért”
718.	 Hajdú Éva (Romhány) magyar-ének szakos tanár „A település közművelődési élete fejlesztéséért”
719.	 Kámánné Szép Terézia (Nagykanizsa) művelődésiház-igazgató, „A kultúraszervezői tevékenységért”
720.	 Kegye János (Budapest) pánsípművész,  „Zenekultúra fejlesztésért”
721.	 Prof. Dr. Kósa András (Budapest), egyetemi tanár,  „Pedagógusi életművéért”
722.	 Dr. Kováts Dániel (Budapest) főiskolai tanár, „A helytörténeti kutatások területén kifejtett életművéért”
723.	 Kovács Marianna (Budapest) tanár, mesemondó „Közművelődés fejlesztéséért”
724.	 Kovács Ádám Máté (Mezőcsát) gazdasági ügyintéző, „A települések életminősége fejlesztéséért”
725.	 Kun Adrián Péter (Budapest) gépészmérnök, „A határon túli magyar kultúra ápolásáért”
726.	 Léphaft Pál (Nagybecskerek, Szerbia) grafikus, újságíró, „A képzőművészeti és újságírói életművéért”
727.	 Nagy Ágoston (Siófok) karnagy, énektanár, „A zenei örökségünk ápolásáért”
728.	 v. Nagy György (Tiszapéterfalva, Ukrajna) nyugalmazott polgármester „A magyar kultúra határon túli ápolásáért”
729.	 Pintér Katalin (Litér) pedagógus, ált isk. igazgatóhelyettes, „A tánckultúra ápolásáért”
730.	 Prof. Dr. Prokopp Mária (Budapest) művészettörténész „A kulturális értékeket kutató és népszerűsítő életművéért”
731.	 Radnainé dr. Fogarasi Katalin (Budapest) a Nemzeti Örökség Intézet főigazgatója  „Kegyeleti kultúra ápolásáért”
732.	 ft. Sándor Tivadar Péter (Arad-Gáj, Románia) rk. plébános „A magyar kultúra határon túli ápolása érdekében kifejtett életművéért”
733.	 dr. Schaffer Éva Mária (Szombathely) főorvos „A gyógyítás kultúrája érdekében kifejtett életművéért”
734.	 dr. Silling István (Bácskertes, Szerbia) egyetemi tanár „Határon túli néprajzi örökség érdekében kifejtett életművéért”
735.	 Szanyi Mária (Galánta, Szlovákia) néprajzkutató, pedagógus „A határon túli magyar kulturális örökség ápolása érdekében kifejtett életművéért”
736.	 Szemcsuk István (Bonyhád) szakismeret tanár, fafaragó „A bukovínai székelység hagyományainak ápolásáért”
737.	 Sziveri Szabolcs (Csóka, Szerbia) karnagy, „A határon túli magyar kultúra ápolásáért”
738.	 dr. Tamási László András DLA (Debrecen) karnagy „A magyar kóruskultúra terjesztése érdekében kifejtett életművéért”
739.	 Tamás Barnabás (Putnok) polgármester, „A település életminősége fejlesztéséért”
740.	 Tarics Péter (Révkomárom, Szlovákia) külpolitikai újságíró „A határon túli magyar kultúra fejlesztéséért”
741.	 dr. Tenk Antal (Budapest) ny. egyetemi tanár,  „Pedagógusi életművéért”
742.	 Vörös Árpád (Budapest) táncművész, néptánc-pedagógus, „A magyar néptánc ápolásáért”